# Siderúrgia

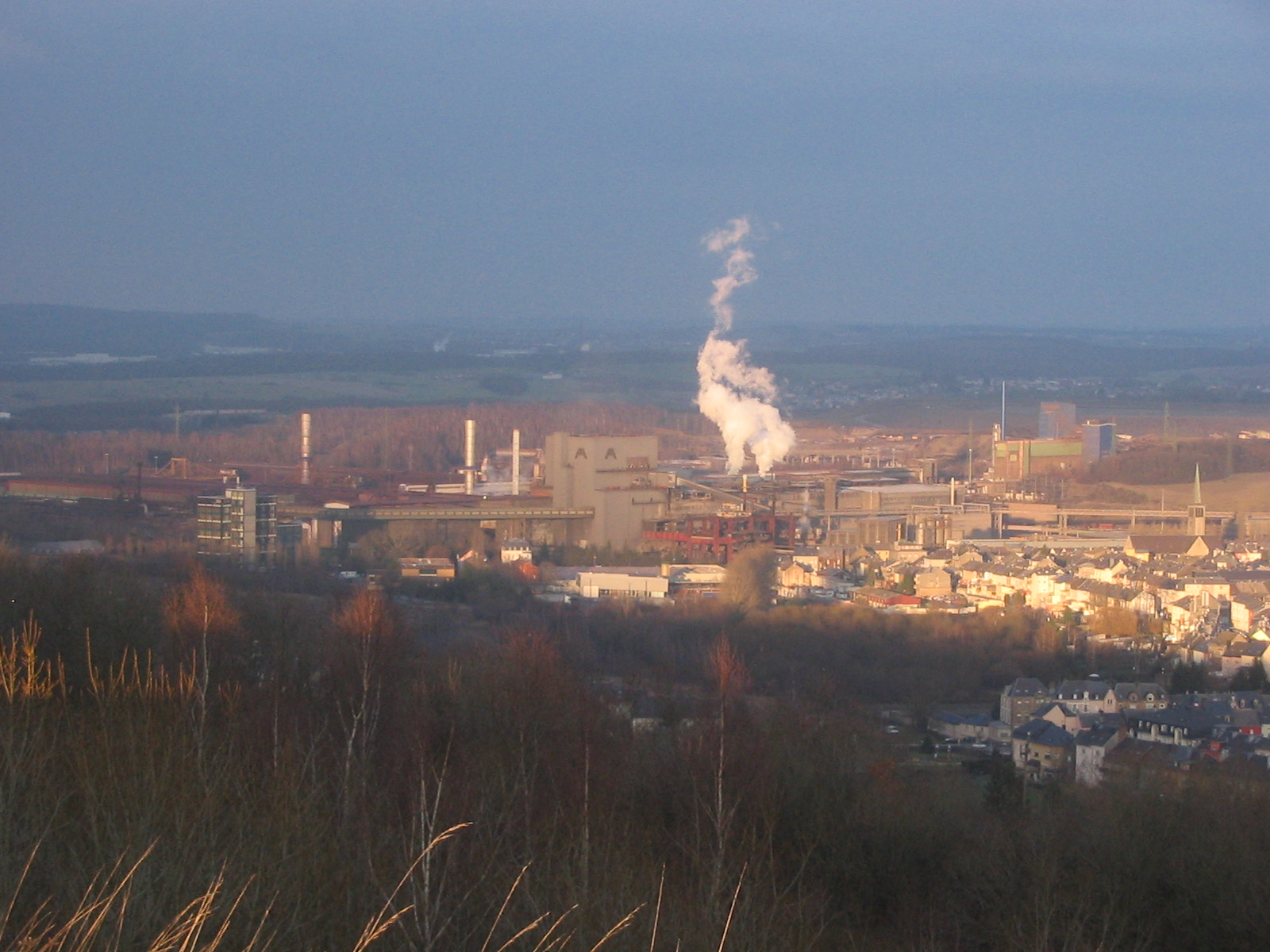
Planta siderúrgica.

La siderúrgia (del grec sideros - ferro i ergon o ergos - treball) és la part de la metal·lúrgia que estudia el ferro i els seus aliatges.
Es poden classificar tres grans apartats dins la siderúrgia:
- Acers, que són l'aliatge de ferro i carboni, amb un contingut de carboni menor del 2% .
- Foses, són aliatges dels mateixos elements, amb continguts de carboni del 2% al 5%.
- Aliatges especials : aliatges de ferro ...

## Procés
El procés de transformació del mineral de ferro comença amb la seva extracció en la mineria del ferro A la natura el ferro es troba en forma d'òxids, hidròxids, carbonats, silicats i sulfurs. Els més utilitzats en la siderúrgia són els òxids, hidròxids i carbonats Els processos bàsics són els següents:
Òxids → hematita (Fe₂O₃) i la magnetita (Fe₃0₄)
Hidròxids → Limonita
Carbonats → Siderita o carbonat de ferro (FeCO₃)
Aquest minerals es troben combinats en roques que contenen elements indesitjats anomenats ganga que s'han de separar mitjançant dos mètodes principals:
- Imantació: fent passar les roques per un cilindre imantat, amb l'inconvenient que l'hematita, que predomina, no és magnètica.
- Separació per densitat: es submergeixen les roques en l'aigua, té l'inconvenient que el mineral queda humit i això perjudica el procés siderúrgic.

Una vegada feta la separació, el mineral de ferro es porta a la planta siderúrgica on serà processat per a convertir-lo primer en arrabi i després en acer.